# Междущатска магистрала 25
Междущатска магистрала 25 (Interstate 25, съкратено I-25) е междущатска магистрала в западните Съединени щати. Дълга е 1062,77 мили (1710,36 km). Преминава през три щата.
| Щат        | мили     | км       |
| ---------- | -------- | -------- |
| Ню Мексико | 462.12   | 744.15   |
| Колорадо   | 299.70   | 481.19   |
| Уайоминг   | 300.95   | 484.62   |
| Общо       | 1,062.77 | 1,719.68 |

|  | Тази страница частично или изцяло представлява превод на страницата Interstate 25 в Уикипедия на английски. Оригиналният текст, както и този превод, са защитени от Лиценза „Криейтив Комънс – Признание – Споделяне на споделеното“, а за съдържание, създадено преди юни 2009 година – от Лиценза за свободна документация на ГНУ. Прегледайте историята на редакциите на оригиналната страница, както и на преводната страница, за да видите списъка на съавторите. ВАЖНО: Този шаблон се отнася единствено до авторските права върху съдържанието на статията. Добавянето му не отменя изискването да се посочват конкретни източници на твърденията, които да бъдат благонадеждни. |